# سیمیت
سیمیت نان گردی است که معمولاً با دانه کنجد یا با موارد کمتر رایچ مانند دانه‌های خشخاش، کتان یا دانه‌های آفتابگردان پوشش داده شده و در آشپزی‌های امپراتوری عثمانی سابق و خاورمیانه، به ویژه در ارمنستان، ترکیه و بالکان یافت می‌شود. اندازه، تردی، جویدنی بودن و سایر ویژگی‌های سیمیت به‌طور جزئی بر اساس منطقه متفاوت است.
در ازمیر، سیمیت به عنوان گوربک ("ترد") شناخته می‌شود، اگرچه بسیار مشابه نوع استانبول است. سیمیت در آنکارا کوچک‌تر و تردتر از سایر شهرها است.

## نام

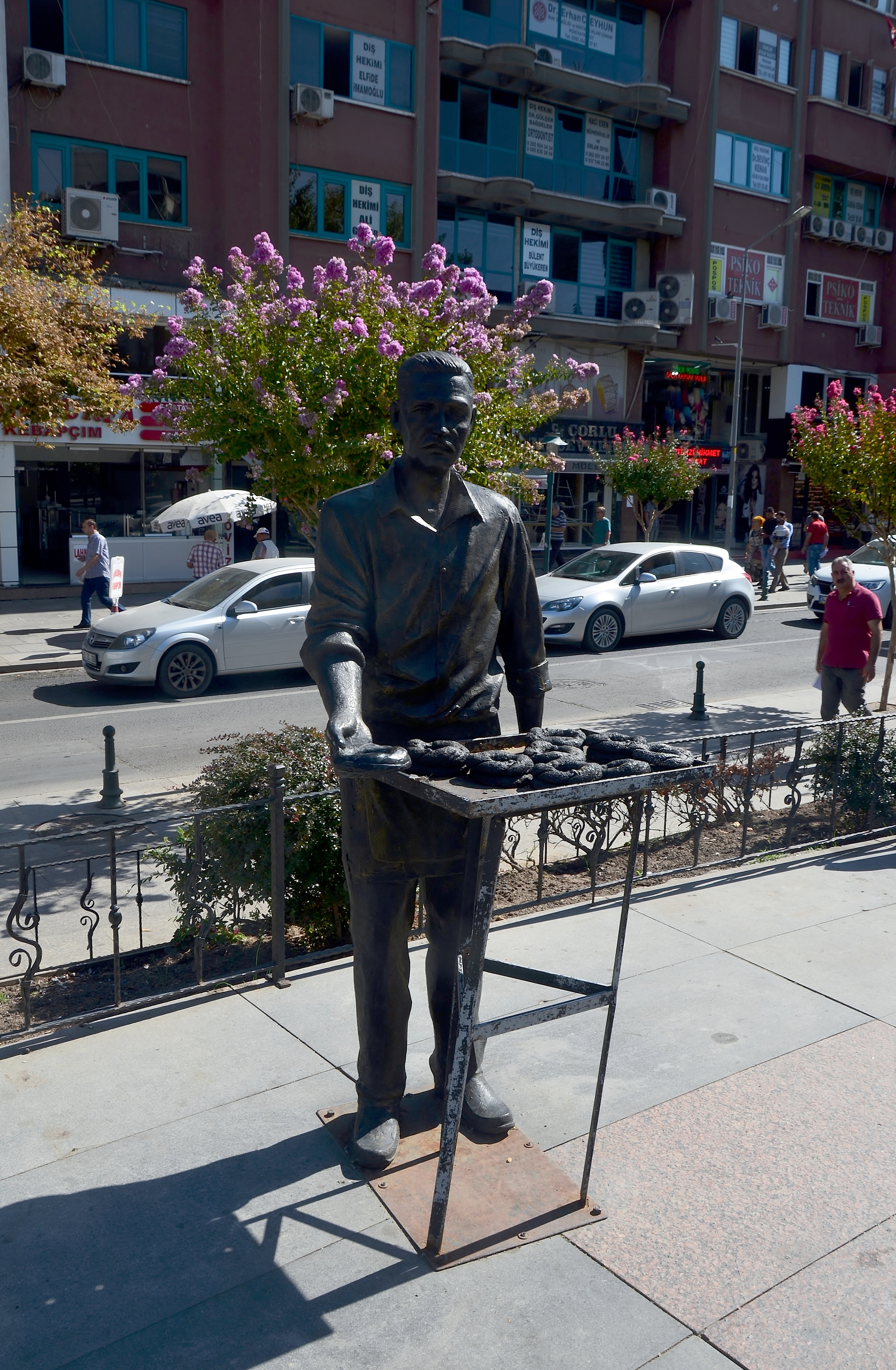
مجسمه فروشنده سیمیت در چورلو، تکیرداغ، ترکیه

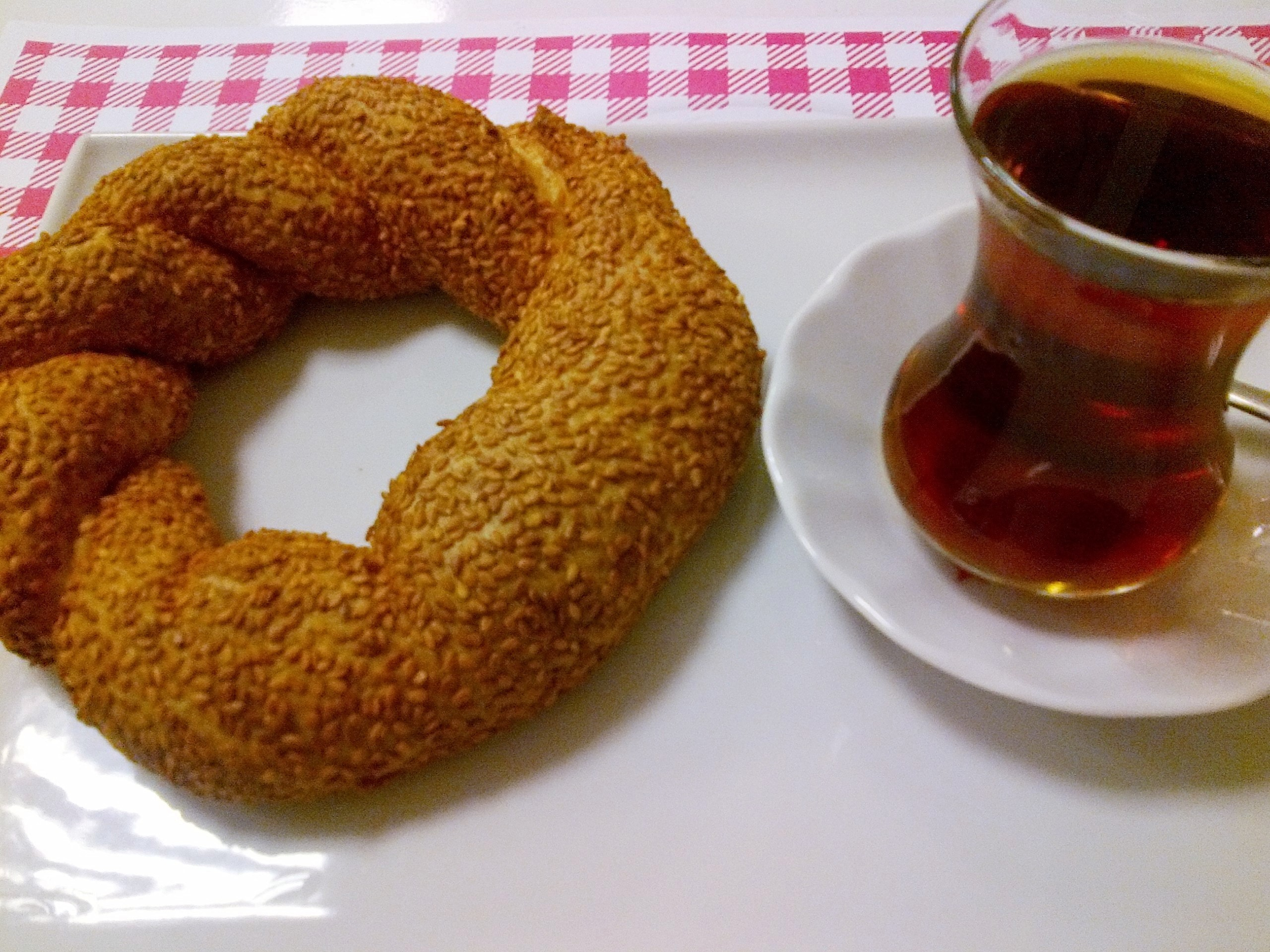
چای ترکی (çay) و روسکویلا (simit) در ترکیه

کلمه سیمیت از عربی samīd (سمید) به معنای «نان سفید» یا «آرد نرم» گرفته شده است.
نام‌های دیگر بر اساس یونانی بیزانس kollikion (κολλίκιον) یا یونانی باستان kollyra (κολλύρα) یا یونانی koulouri (κουλούρι) است. در لاتین به عنوان arculata شناخته می‌شود. آرامی: ܩܶܠܽܘܪܳܐ/ܩܸܠܘܿܪܵܐ (qeluro/qelora)؛ ترکی: gevrek; اسلاوی جنوبی đevrek, ђеврек, gjevrek, ѓеврек, گеврек. نام ارمنی բոկեղ (bokegh) است. در زبان یهودی-اسپانیایی به عنوان roskas turkas شناخته می‌شود. در انگلیسی به عنوان rosca یا coulouri شناخته می‌شود.

## ریشه‌ها
منابع بایگانی نشان می‌دهند که سیمیت از سال ۱۵۲۵ در استانبول تولید می‌شده است. بر اساس اسناد دادگاه اوسکودار (شِریه سیسیلی) مورخ ۱۵۹۳، وزن و قیمت سیمیت برای اولین بار استاندارد شد. جهانگرد قرن هفدهم، اولیا چلبی، نوشته است که در دهه ۱۶۳۰، ۷۰ نانوایی سیمیت در استانبول وجود داشت. نقاشی‌های رنگ روغن ژان بریندسی مربوط به اوایل قرن نوزدهم دربارهٔ زندگی روزمره استانبول، فروشندگان سیمیت را در خیابان‌ها نشان می‌دهد. وارویک گوبل نیز در سال ۱۹۰۶ تصویری از این فروشندگان سیمیت استانبول ترسیم کرد. سیمیت و انواع آن در سراسر امپراتوری عثمانی محبوب شدند.
منابع آرشیوی نشان می‌دهند که سیمیت از سال ۱۵۲۵ در استانبول تولید شده است. بر اساس سوابق دادگاه اُسکودار (سجیل شرعی) مربوط به سال ۱۵۹۳، وزن و قیمت سیمیت برای اولین بار استانداردسازی شد. مسافر قرن هفدهم اولیا چلبی نوشت که در دهه ۱۶۳۰، ۷۰ نانوایی سیمیت در استانبول وجود داشته است. نقاشی‌های روغنی اوایل قرن نوزدهم ژان براندیسی دربارهٔ زندگی روزمره استانبول، فروشندگان سیمیت را در خیابان‌ها نشان می‌دهد. وارویک گوبل نیز در سال ۱۹۰۶ تصویری از این فروشندگان سیمیت استانبول کشیده است.

## مصرف

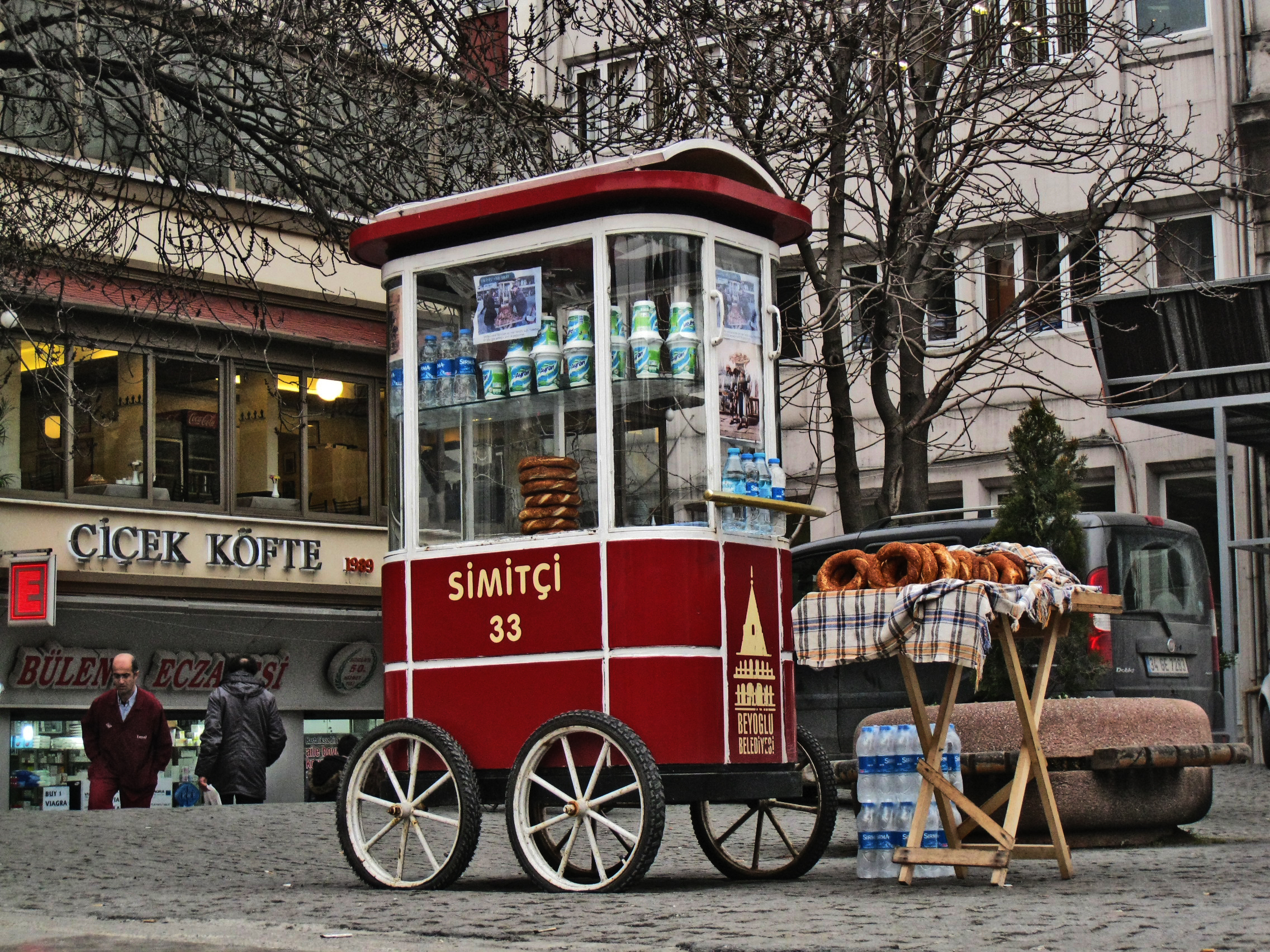
غرفه یک فروشنده سیمیت در استانبول

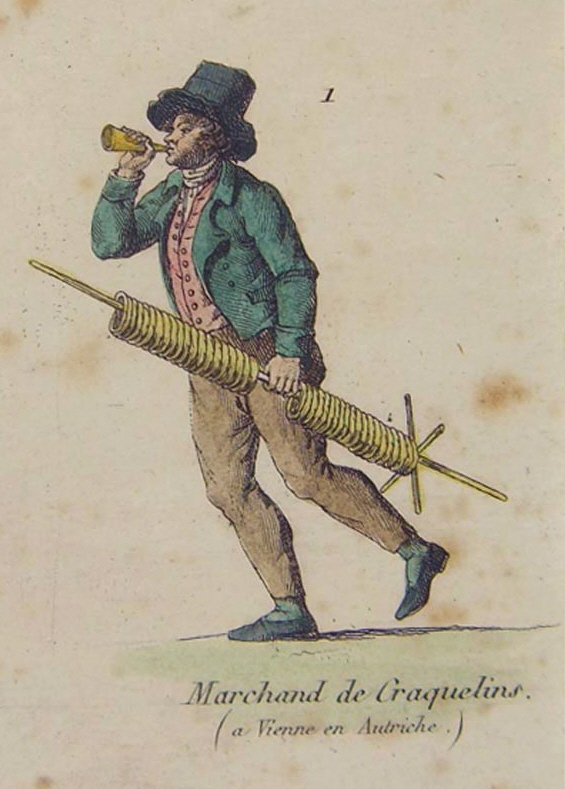
یک فروشنده خیابانی سیمیت (روسکیلا) در وین

امروزه بسیاری از شهرداری‌های ترکیه از طریق شرکت‌های تابعه خود، سیمیت تولید می‌کنند.

## محصولات مشابه
انواع خاصی از کووریگی رومانیایی شبیه سیمیت هستند، فروشگاه‌هایی که آنها را می‌فروشند حتی با نام «سیمیگری» شناخته می‌شوند.